# KOndoMEDIE
KOndoMEDIE, zřídkavě S barvou ven (originální francouzský název Le Placard) je francouzská filmová komedie režiséra Francise Vebera z roku 2001 s typickou Veberovou hlavní postavou Françoise Pignona, kterého zde hraje Daniel Auteuil.

## Děj
François Pignon pracuje jako účetní v továrně na kondomy. Jednoho dne se nechtěně dozvídá, že má být propuštěn z práce. Nejdřív chce skočit z okna, ale jeho soused Belone, bývalý podnikový psycholog, mu tento plán rozmluví a nabídne řešení situace, ve které se Pignon nachází. Pomocí fotomontáže vytvoří několik pikantních fotografií, aby vytvořil zdání, že Pignon je ve skutečnosti skrytý homosexuál a pošle je do továrny. Díky tomu si Pignon místo udrží, protože jeho zaměstnavatel nechce, aby se říkalo, že homosexualita může u něj být důvodem k propuštění zaměstnance. Tato Pignonova úloha přinese v jeho práci i v soukromí mnoho nečekaných situací, nakonec si však díky celé záležitosti definitivně udrží práci a navíc najde novou ženu.

## Obsazení
| Daniel Auteuil       | François Pignon                   |
| Gérard Depardieu     | Félix Santini, personální ředitel |
| Michèle Laroque      | slečna Bertrandová                |
| Michel Aumont        | Belone, Pignonův soused           |
| Thierry Lhermitte    | Guillaume                         |
| Jean Rochefort       | ředitel továrny                   |
| Alexandra Vandernoot | Christine Pignonová               |
| Laurent Gamelon      | Alba                              |
| Stanislas Crevillen  | Franck                            |
| Edgar Givry          | Matthieu                          |
| Thierry Ashanti      | Victor                            |
| Armelle Deutsch      | Ariane                            |
| Marianne Groves      | Suzanne                           |
| Michèle Garcia       | paní Santiniová                   |